# 田村淳のオールナイトニッポン
田村淳のオールナイトニッポン（たむらあつしのオールナイトニッポン）はニッポン放送の人気深夜放送オールナイトニッポンの金曜日でロンドンブーツ1号2号の田村淳がパーソナリティを担当したラジオ番組。2004年4月9日～2004年9月24日に放送された。前任は週代わりのオールナイトニッポン 週替わりスペシャル（オールナイトニッポン フライデースペシャル）、後任は笹川美和（笹川美和のオールナイトニッポン）。

## 概要
田村淳はこの番組を担当する前の2003年4月 - 2004年3月にオールナイトニッポンいいネ!で月曜パーソナリティを担当していた。さらにその前にはロンドンブーツ1号2号として、田村亮とともにオールナイトニッポンや、allnightnippon SUPER!を担当していた。
番組ノベルティにトイレットペーパーがある。また、火曜日の土屋礼央のオールナイトニッポンのパーソナリティであるRAGFAIRの土屋礼央が投稿した葉書が読まれたこともある。
最終回にて本当は単独で番組を続ける気が無くて、相方の亮に大変悪いと思っていたと告白した。しかし一人で続けられたのもリスナーの応援のおかげであったと感謝の意を述べた。

## 放送時間
- 2003年3月31日 - 2004年3月22日 月曜いいネ!　月曜22:00 - 24:00
- 2004年4月2日 - 2004年9月24日 金曜1部　金曜25:00 - 27:00（ニッポン放送をキーステーションに全国36局ネット）

## コーナー一覧
- 便所の落書きピカソ
- 妄想特急
- 地味
- アツリン星への旅
- UTJ(ウルトラ・トイレ・ジャックの略)

## 代理
- 2004年7月16日 aiko（aikoのオールナイトニッポン）
- 映画「深呼吸の必要」スペシャル（香里奈、成宮寛貴、谷原章介ほか）